# 中家堂
有限会社中家堂（ちゅうかどう）は、埼玉県熊谷市本町にある菓子小売店。明治時代の創業で、主要商品の「軍配せんべい」は熊谷銘菓の一つと称されている。

## 企業概要
創業の時期については1868年（明治元年）頃、北埼玉郡上中条村出身の中村藤吉が兄・平吉が営む「中屋」の並びに菓子舗「中家堂」を創業したとするもの、1868年（明治元年）頃、藤吉が菓子職人を志して上京、修行後に熊谷に戻り中山道沿いの一角に創業したとするものと、熊谷宿で質屋や荒物商などを営んでいた「中屋」が本格的な菓子店を起業するため藤吉を菓子店へ奉公させ、奉公先から戻った後に1878年（明治10年）に創業したとするものがある。
藤吉は地元産の良質の小麦を利用した菓子として「瓦せんべい」や、中山道の「中」の字から軍配を着想し、関東武士の心意気と「勝運」を担いだ「軍配せんべい」を考案し商品化した。当時は「瓦せんべい」や「軍配せんべい」のほかに生菓子、羊羹、干菓子、カステラ、五家宝など様々な和菓子を取り扱い、1918年（大正7年）には隣接するお茶屋が廃業したことに伴い業務を引き継ぎ経営した。
また、年季奉公を終えた職人が希望する場合にはのれん分けを行い、太平洋戦争前には県内の熊谷市、忍町、寄居町、群馬県高崎市に6から7軒の支店を有していた。1945年（昭和20年）8月14日深夜の熊谷空襲により蔵と石灯篭を残し、土蔵造りの店舗、お茶屋、古くから伝わる道具や帳面や菓子木型がすべて焼失。戦中の食料統制による原材料不足もあり支店は統合され、年季奉公の伝統も消滅した。
戦後、中家堂一軒に絞った経営を行うことになり、主要商品を限定し熊谷銘菓の「軍配せんべい」を前面に押し出した商品展開を続けており、「大軍配」「小軍配」という大小2種類の煎餅のほか、軍配をかたどった「軍配もなか」「軍配らくがん」などを取り扱っている。

## 主要商品
- 大軍配
- 小軍配
- 軍配もなか
- 軍配らくがん
- 軍配あめ
- 中家堂羊羹